# Bandera d'Alabama
L'actual bandera de l'Estat d'Alabama (la segona en la història de l'estat) va ser aprovada per la Llei 383 de la legislatura de l'estat d'Alabama el 16 de febrer de 1895:
| « | "La bandera de l'Estat d'Alabama serà una creu carmesí de Sant Andreu en un camp blanc. Les barres que formen la creu no han de ser inferiors a sis polzades d'ample, i s'han d'estendre diagonalment a través de la bandera de banda a banda "- (Codi de 1896, § 3751;. Codi de 1907, § 2058, Codi 1923, § 2995, Codi 1940, T. 55, § 5). " | » |

Bandera d'Alabama del 1861

La creu de Sant Andreu a què es refereix la llei és una creu diagonal, coneguda en la Vexil·lologia com Sautor. Com que les barres han de ser almenys sis polzades d'ample, petites representacions de la bandera d'Alabama no compleixen amb la definició legal.

## Bandera durant la confederació

revers de la bandera del 1861

L'11 de gener de 1861, la convenció de la secessió d'Alabama va aprovar una resolució en la designació d'una bandera oficial. Dissenyat per diverses dones de Montgomery, els tocs finals van ser fetes per Francis Corra d'aquesta ciutat Un dels costats de la bandera mostra la "Deessa de la Llibertat", amb una espasa desembeinada a la mà dreta;. A l'esquerra sostenia un estendard de color blau l'estrella d'or. Per sobre de l'estrella d'or apareix el text "Alabama" en lletres majúscules. En un arc per sobre d'aquesta xifra hi van ser les paraules "Independent Now and Forever" (Independents ara i per sempre). Al revers de la bandera tenia una planta de cotó amb una serp de cascavell enroscada. El text "Noli em tangere", ("No em toquis" en llatí), es va col·locar per sota de la planta de cotó.
Aquesta bandera va ser enviat a l'oficina del governador el 10 de febrer de 1861. A causa dels danys causats pel mal temps, la bandera mai va ser traslladada de nou.

## Bandera actual
De vegades es creu que el sautor vermell de la bandera actual d'Alabama va ser dissenyat per assemblar-se al sautor blau de la bandera de batalla confederada. Moltes banderes de batalla eren quadrades, i la bandera d'Alabama de vegades també es representa com un quadrat. La legislació que va crear la bandera de l'estat no va especificar si la bandera havia de ser quadrada o rectangular, però el 1987, l'oficina del fiscal general d'Alabama Don Siegelman va emetre un dictamen en què es repeteix la derivació de la bandera de batalla, però va arribar a la conclusió que la forma correcta és rectangular, com ho havia estat representat en nombroses ocasions en les publicacions oficials i reproduccions; tot i això, l'indicador encara es descriu com quadrat, fins i tot en les publicacions oficials del govern federal dels EUA.

Bandera amb la creu de Borgonya.

No obstant això, el sautor de la bandera d'Alabama s'assembla més a l'aspa de la bandera de la Florida, que té el seu naixement de la Creu de Borgoña. El sud d'Alabama, va ser originalment part de la Florida espanyola i, posteriorment, la Florida Occidental. A més, la legislació d'Alabama descriu el sautor vermell com la creu de Sant Andreu. La Creu de Borgoña representa la creu en què Sant Andreu va ser crucificat.

## Segell del Governador
La bandera del governador d'Alabama és una variant de la bandera de l'estat. En l'aspa superior, l'indicador mostra l'escut nacional. El sautor inferior conté el segell militar que consta d'una planta de cotó en ple esclat.

Bandera del Governador des de 1939
Bandera del Governador 1868-1939